# Арборио
Арбо̀рио (на италиански: Arborio; на пиемонтски: Arbeu, Арбеу) е село и община в Северна Италия, провинция Верчели, регион Пиемонт. Разположено е на 185 m надморска височина. Населението на общината е 926 души (към 2013 г.).